# القمة العالمية للحكومات
القمة العالمية للحكومات هو حدث سنوي يقام في دبي، الإمارات العربية المتحدة. تجمع القمة قادة في الحكومات لإجراء حوار عالمي حول والسياسات الحكومية مع التركيز على قضايا المستقبل والابتكار التكنولوجي ومواضيع أخرى. تعمل القمة كمركز لتبادل المعرفة بين المسؤولين الحكوميين وقادة الفكر وصانعي السياسات وقادة القطاع الخاص، كما أنها منصة تحليل للاتجاهات المستقبلية والقضايا والفرص التي تواجه البشرية. تستضيف القمة أكثر من 90 متحدثاً من 150 دولة مشاركة،  بالإضافة إلى أكثر من 4000 مشارك.

## تاريخ
تم تشكيل القمة العالمية للحكومات من قبل فريق من الخبراء من مختلف التخصصات للجمع بين الحكومة وقطاع الأعمال والمجتمع المدني بهدف تحسين المستقبل لسبعة مليارات شخص على هذا الكوكب. يشتغل محمد القرقاوي منصب رئيس القمة العالمية للحكومات وعهود بنت خلفان الرومي تشغل منصب نائب الرئيس. عمر سلطان العلماء هو المدير العام للقمة العالمية للحكومات.

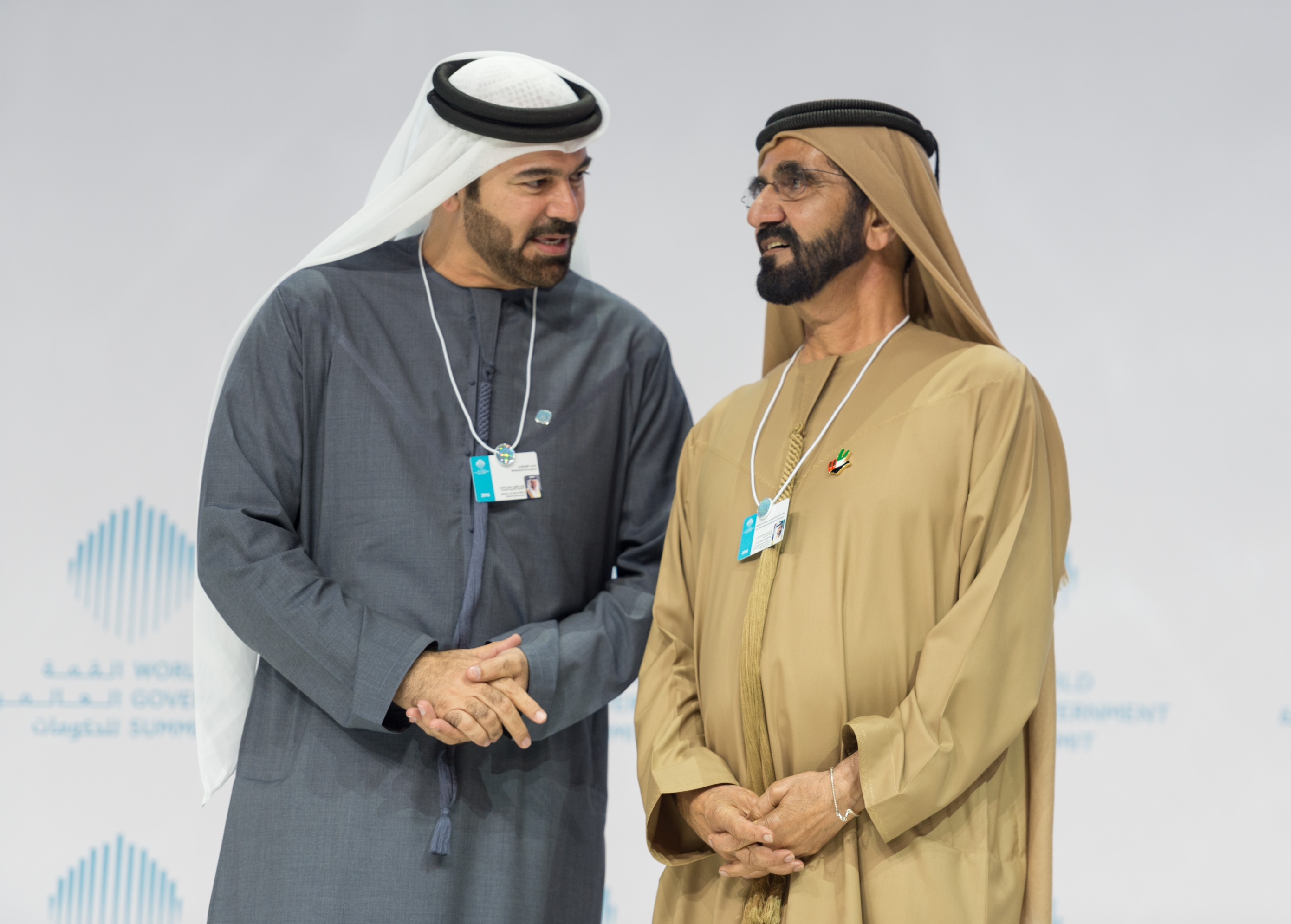
الشيخ محمد بن راشد ومحمد القرقاوي خلال القمة العالمية للحكومات

في عام 2015، وبتوجيهات من صاحب السمو الشيخ محمد بن راشد آل مكتوم، أعلن محمد القرقاوي، رئيس اللجنة المنظمة للقمة ووزير شؤون مجلس الوزراء والمستقبل بدولة الإمارات العربية المتحدة، عن عشرة تغييرات رئيسية لنقل القمة إلى مستوى عالمي جديد. وشملت التغييرات تغيير اسم القمة من القمة الحكومية إلى القمة العالمية للحكومات، وتغيير هيكل المنظمة واعتماد هدف تقديم خدمات معرفية متكاملة لأكثر من 150 حكومة ومنظمة عالمية.
في عام 2016، اعتمدت منظمة القمة العالمية للحكومات نظام عضوية جديد على مدار العام. يحصل فيه الأعضاء على دعوات حصرية لحضور القمة، والتواصل مباشرة مع كبار المتحدثين والحضور، وتلقي التقارير الصادرة عن القمة قبل الجمهور العام، والحصول على دعوة حصرية إلى الفعاليات الخاصة التي تُعقد على هامش الأحداث، بالإضافة إلى ورش العمل التدريبية والتنفيذية، والبرامج التعليمية التي تستضيفها القمة بالتعاون مع خبراء عالميين.
يتم إصدار التقارير للجمهور حول القضايا التي تم مناقشتها في القمة من قبل Oxford Analytica و Mackenzie و Harvard Business Review،  على موقع القمة العالمية للحكومات،  بالإضافة إلى أن جميع جلسات القمة العالمية للحكومات متاحة على قنواتها في موقع اليوتيوب.

## الموضوعات
عُقدت القمة العالمية للحكومات للمرة الأولى في دبي عام 2013، وتُعقد سنوياً منذ ذلك الحين. في عام 2013، تضمنت الموضوعات بناء ثقة المواطن في الهيئات الحكومية، ووسائل التواصل الاجتماعي كأداة للمشاركة المدنية، وشراكات القطاعين العام والخاص، وقياس التنمية.

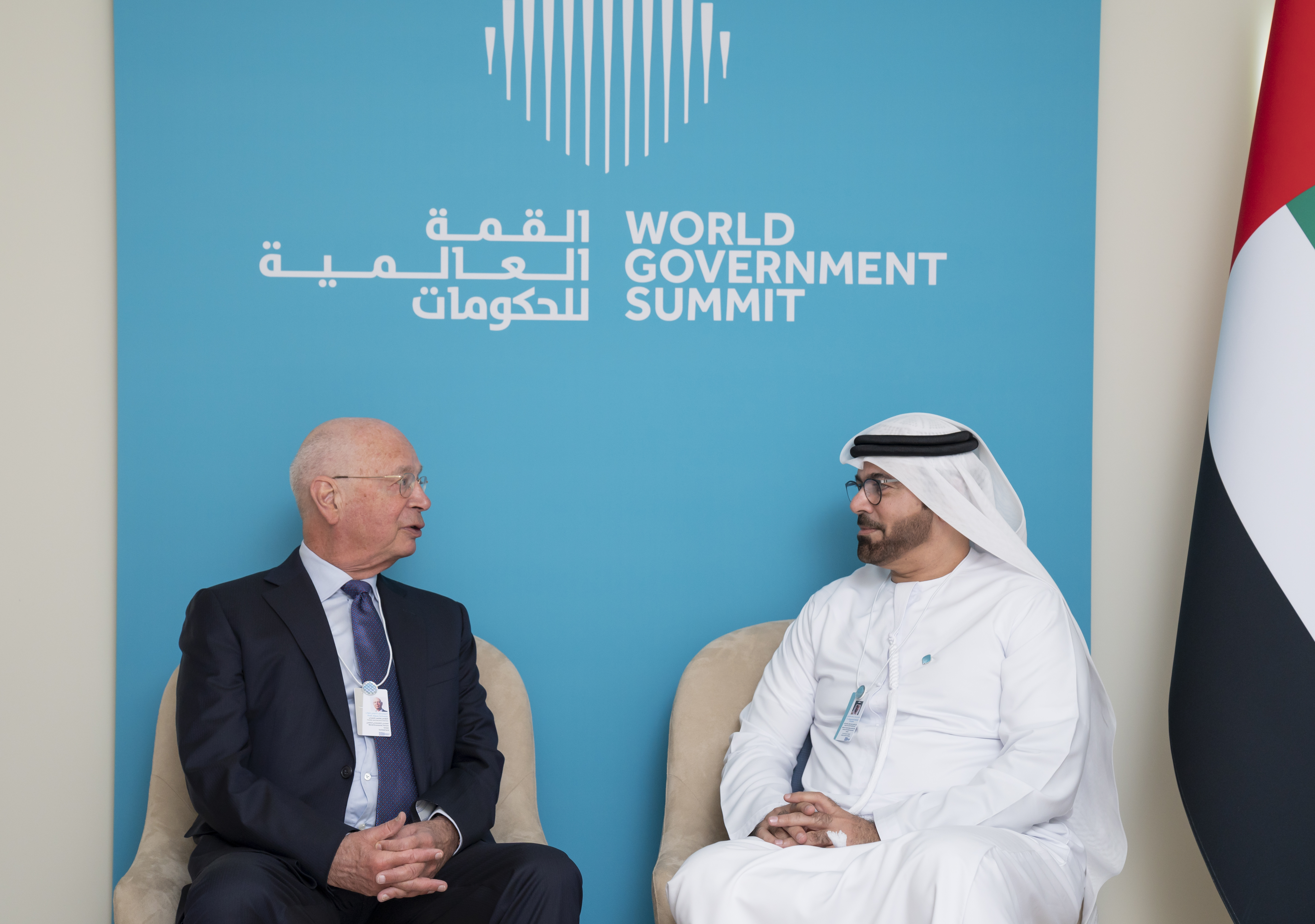
حوار بين محمد القرقاوي وكلاوس شواب خلال القمة العالمية للحكومات

في عام 2014، تضمنت الموضوعات الشراكات والابتكار في تقديم الخدمات الحكومية،  وصناديق الأدوات الحكومية الذكية (باستخدام تكنولوجيا المعلومات لإشراك المواطنين، وجهود مكافحة الفساد ومساعدة المواطنين المتضررين من النزاعات)  والحكومة الرقمية.
في عام 2015، تضمنت الموضوعات المدن الذكية  والابتكار  ووظائف أفضل.
في عام 2016، تضمنت الموضوعات أهداف التنمية المستدامة،  حالة الاستدامة،  والعلوم المتقدمة ومستقبل الحكومة (الروبوتات والذكاء الاصطناعي والطب الجيني والقياسات الحيوية). في عام 2016، اشتملت القمة على جائزة افتتاحية لأفضل وزير في العالم  والتي مُنحت لجريج هانت، وزير البيئة الفيدرالية الأسترالي في ذلك الوقت، والذي عُيَّن لاحقاً كوزير للصحة الأسترالية.
في عام 2017، ركزت القمة على أربعة محاور رئيسية: 1) تغير المناخ والأمن الغذائي، 2) رفاهية المواطنين وسعادتهم، 3) خفة الحركة الحكومية والجغرافيا السياسية 4) والمساعدات الإنسانية، بهدف التركيز على الأسئلة الأساسية التي تهدف إلى تمهيد الطريق للمستقبل في جميع أنحاء العالم. عقدت القمة تحت رعاية محمد بن راشد آل مكتوم، نائب رئيس الدولة رئيس مجلس الوزراء حاكم دبي، وضمت مشاركة سبع منظمات دولية كشركاء استراتيجيين، بما في ذلك صندوق النقد الدولي والأمم المتحدة واليونسكو. ومنظمة التعاون الاقتصادي والتنمية (OECD) والمنتدى الاقتصادي العالمي.
في عام 2018، شملت الموضوعات الذكاء الاصطناعي والسعادة.
في 2023 عقدت القمة تحت شعار "استشراف مستقبل الحكومات".
في 2025 انطلقت  أعمال القمة العالمية للحكومات ، تحت شعار "استشراف حكومات المستقبل"، بمشاركةرؤساء دول وحكومات ومنظمات دولية وإقليمية، بالإضافة إلى نخبة من الخبراء وقادة الفكر العالميين.

## المتحدثون
من المتحدثين في القمة العالمية للحكومات:

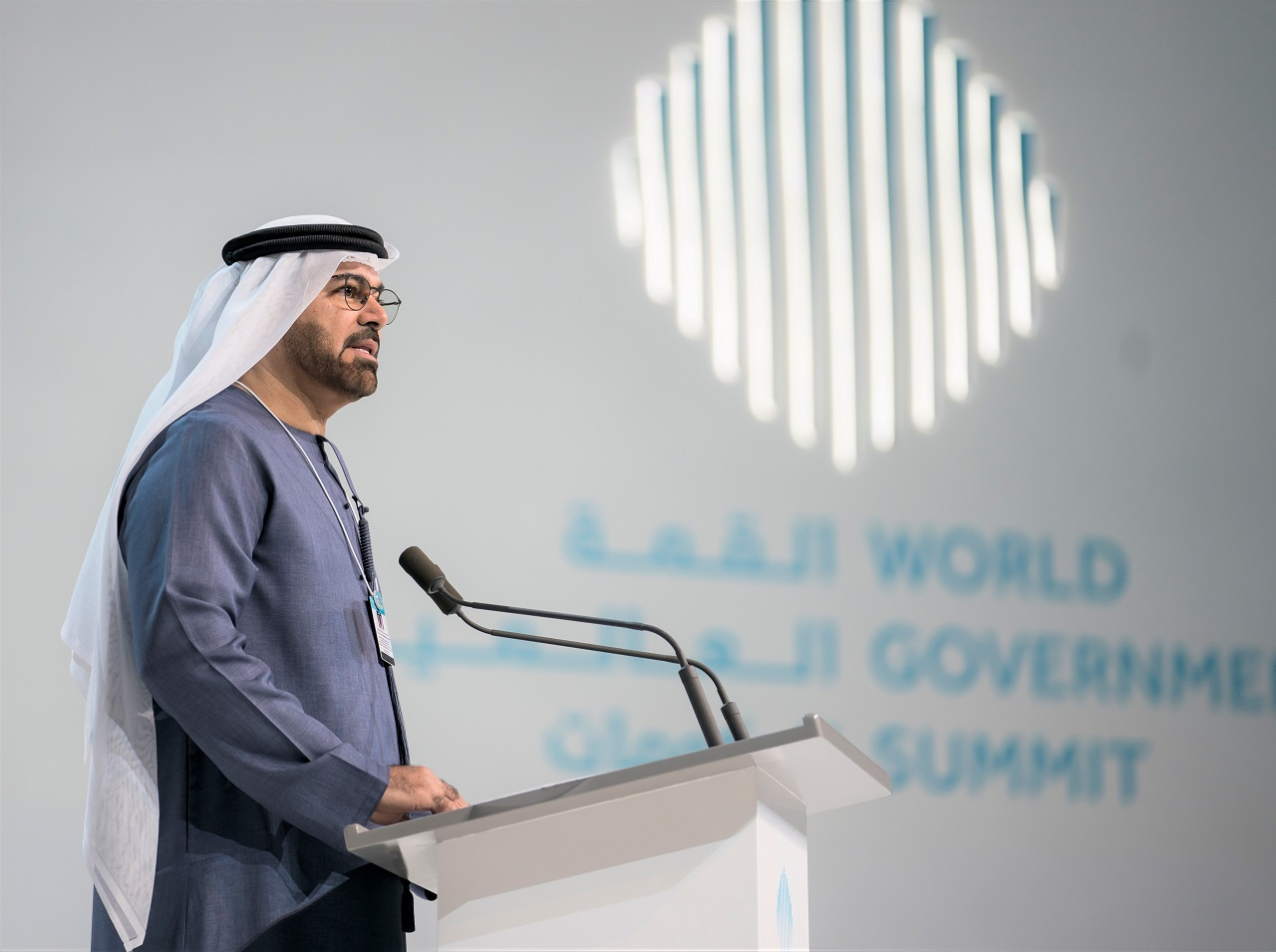
محمد القرقاوي يلقي كلمة الافتتاح القمة العالمية للحكومات 2018

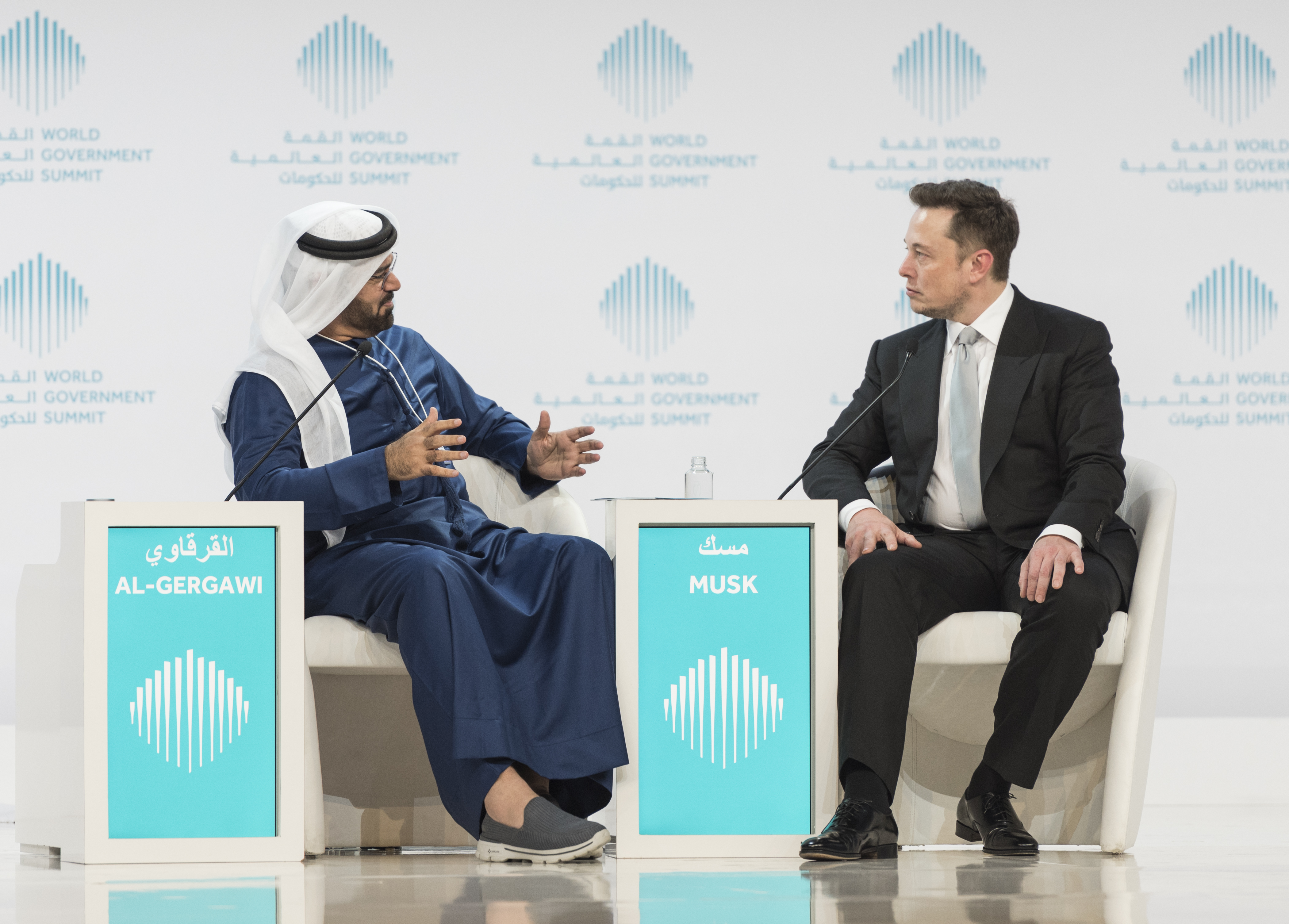
جلسة محمد القرقاوي وايلون مسك

- الملكة رانيا العبد الله، المملكة الأردنية الهاشمية [27]
- بان كي مون، الأمين العام للأمم المتحدة [28]
- جينيفر بلانك، كبير الاقتصاديين، المنتدى الاقتصادي العالمي
- بو كيون يون، الرئيس التنفيذي لشركة Samsung Electronics Co.[29]
- ريتشارد برانسون، مؤسس مجموعة فيرجين [30]
- دان بوتنر، زميل ناشيونال جيوغرافيك، المناطق الزرقاء [31]
- كاثي كالفين، الرئيسة والمديرة التنفيذية لمؤسسة الأمم المتحدة [32]
- ديباك شوبرا، مؤلف
- مارتين دوراند، كبير الإحصائيين في منظمة التعاون الاقتصادي والتنمية ومدير الإحصاء [33]
- مالكولم جلادويل، مؤلف
- خوسيه أنجيل جوريا، الأمين العام لمنظمة التعاون الاقتصادي والتنمية [34]
- أريانا هافينغتون، مؤسسة Thrive Global
- بول كاغامي، رئيس رواندا [35]
- ترافيس كالانيك، المؤسس المشارك لشركة أوبر
- جيم يونغ كيم، رئيس مجموعة البنك الدولي [36]
- كينت لارسون، مدير City Science، MIT Media Lab
- الشيخ محمد بن راشد آل مكتوم، نائب رئيس الدولة رئيس مجلس الوزراء حاكم دبي
- ناريندرا مودي، رئيس وزراء الهند
- إيلون ماسك، رائد أعمال في مجال التكنولوجيا ؛ المؤسس المشارك والرئيس التنفيذي لشركة SpaceX ؛ المؤسس المشارك والرئيس التنفيذي لشركة Tesla
- جوزيف مسقط، رئيس وزراء مالطا [37]
- الشيخ محمد بن زايد آل نهيان ولي عهد أبو ظبي ونائب القائد الأعلى للقوات المسلحة الإماراتية [38]
- باراك أوباما، الرئيس الأمريكي الأسبق [39][40]
- كلاوس شواب، المؤسس والرئيس التنفيذي للمنتدى الاقتصادي العالمي [41]
- أندرو ويل، دكتور في الطب، مؤلف
- ستيف وزنياك، المؤسس المشارك لشركة Apple Inc [42][43]
- محمد يونس، الحائز على جائزة نوبل للسلام [44]
- خوسيه ثاباتيرو، رئيس الوزراء الأسبق لإسبانيا
- عبداللطيف الزياني، الأمين العام لمجلس التعاون لدول الخليج العربية
- عمران خان، رئيس وزراء باكستان [45]
- نيل دي جراس تايسون، عالم فيزياء فلكية، مدير قبة هايدن السماوية [46]

## المنتديات والفعاليات

متحف المستقبل

### متحف المستقبل
متحف المستقبل  هو أحد المعارض ضمن القمة العالمية للحكومات. يضم متحف المستقبل معارض تستكشف مستقبل العلوم والتكنولوجيا والابتكار. في عام 2016، تضمنت عروض متحف المستقبل جزءاً من رحلة إلى عام 2035 حيث عرضت كيف يمكن للتكنولوجيا أن تتطور واستخدامها لإدارة النظم الاقتصادية المعقدة للنهاية الاجتماعية. في عام 2017، تضمن المتحف عرضاً مع تاكسي جوي، وبذور وطعام مطبوعة ثلاثية الأبعاد، كما أعلن صاحب السمو الشيخ محمد بن راشد آل مكتوم مشروع الإقامة على المريخ بحلول عام 2117. في عام 2018، ظهر مشروع دبي 10x 2.0، يقدم عروض حول خطط دمج الذكاء الاصطناعي في العديد من جوانب الحكومة وتطوير خدمات القطاعين الحكومي والخاص في دبي بشكل سريع.

### الحوار العالمي للسعادة
في عام 2017، عقدت القمة العالمية للحكومات أول حوار عالمي للسعادة،  وهو حدث لمدة يوم واحد قبل القمة. بدعوة من وزيرة الدولة للسعادة وجودة الحياة بدولة الإمارات العربية المتحدة، معالي عهود بنت خلفان الرومي. كان من بين المتحدثين في القمة الأولى محرري تقرير السعادة العالمية، جيفري ساكس، جون إف هيليويل، وريتشارد لايارد، علماء النفس الإيجابي إدوارد دينر، ميهالي تشيكسينتميهاي، مارتن سيليجمان، وصانعو السياسات بمن فيهم رئيس وزراء بوتان تشيرينج توبجاي، رئيس برنامج الأمم المتحدة الإنمائي هيلين كلارك، مسؤولة السعادة الوطنية الإجمالية البوتانية كارما أورا. كان الحدث بدعوة خاصة فقط لحوالي 200 شخص، وتم توسيع الحدث إلى ما يقرب من 600 شخص في عام 2018. صدر أول تقرير عن سياسة السعادة العالمية  عن مجلس السعادة العالمي، وهو مجلس أنشأته وزيرة الدولة للسعادة وجودة الحياة تحت مظلة الحوار العالمي للسعادة. في عام 2018، دعا صاحب السمو الشيخ محمد بن راشد آل مكتوم ست دول هي الإمارات العربية المتحدة وكوستاريكا والبرتغال وسلوفينيا والمكسيك وكازاخستان لتأسيس تحالف السعادة العالمي، وهو اتفاق للتعاون على المستوى الدولي لإسعاد الناس. طليعة الحكومة.

### منتدى الذكاء الاصطناعي العالمي
في عام 2018، تم عقد المنتدى الذكاء الاصطناعي الأول. وضم المنتدى ما يقرب من 100 شخص، بما في ذلك ممثلو منظمة التعاون الاقتصادي والتنمية، IEEE،  الأمم المتحدة، والقطاع الخاص. تضمنت موضوعات المناقشة الاستراتيجية العالمية لحوكمة الذكاء الاصطناعي، والتي تضمنت توصيات بشأن السياسات. تم التعاقد مع مبادرة الذكاء الاصطناعي وهي جزء من جمعية المستقبل لرعاية المنتدى. كان الهدف من المنتدى الأول هو تحديد المبادئ التوجيهية للحوكمة العالمية للذكاء الاصطناعي.

## روابط خارجية
- الكلمة الافتتاحية لمحمد القرقاوي في القمة العالمية للحكومات 2025( 11فبراير 2025)